# Karol d’Abancourt de Franqueville (Soldat)
Karol d’Abancourt de Franqueville (* 1811; † 16. Oktober 1849 in Pest) war ein polnischer Widerstandskämpfer, der an der Ungarischen Revolution 1848/1849 teilnahm. Sein Bruder war der Publizist und Ökonom Franciszek Ksawery d’Abancourt de Franqueville.

## Leben
Karol d’Abancourt de Franqueville absolvierte seine Schulbildung in Sambor und Przemyśl und diente als Kadett im 30. Infanterieregiment von Laval Nugent von Westmeath.
Im Jahre 1837 schloss er sich einer politischen Verschwörung an, die von Dmitrasinovich organisiert wurde, der der Oberleutnant des Regiments von Graf Mazuchelli war. Sie wurde jedoch verraten und Karol d’Abancourt de Franqueville wurde verhaftet und zum Tode verurteilt, wurde jedoch begnadigt und seine Strafe zu einer zwanzigjährigen Haftstrafe in der Festung von Timișoara umgewandelt.
Im Jahre 1848 wurde er amnestiert und trat sogleich der ungarischen Armee bei, wo er das 12. Husarenregiment in Schlachten im südlichen Ungarn anführte. In dieser Zeit heiratete er in Bela Crkva, wo ihm zu Ehren eine Straße nach ihm benannt wurde.
Im Juni 1848 wurde er dem Generalstab der Nordarmee zugeteilt und führte eine Aufklärung mit zwölf Husaren im Komitat Sáros erfolgreich durch. Die folgende Nominierung zum Major des 51. Bataillon der Honvéds schlug er aus, um weiter bei seinem Regiment zu bleiben. Bei der Schlacht von Szolnok verlor er aufgrund von Verwundungen seine Stimme.
Als Adjutant des Generals Henryk Dembiński wurde er in der Schlacht von Szeged von österreichischen Soldaten gefangen genommen und in Pest inhaftiert, wo er am 16. Oktober 1849 mit Mieczysław Woroniecki und Peter Giron hingerichtet wurde.